# Zygophyllum furcatum
Zygophyllum furcatum är en pockenholtsväxtart som beskrevs av Carl Anton von Meyer. Zygophyllum furcatum ingår i släktet Zygophyllum och familjen pockenholtsväxter. Inga underarter finns listade i Catalogue of Life.